# Menangle Park, New South Wales
Menangle este o suburbie în Sydney, Australia.